# Os frontal

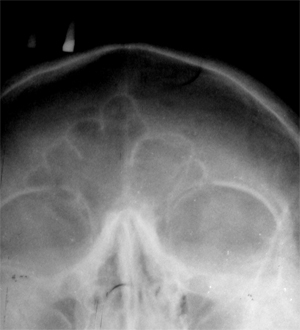
A part of X-ray investigation of frontal bone sinuses (Variant of normal state)

L'os frontal és un os que forma la part anterior i superior del crani i participa en la formació de la fossa cranial anterior.